# U-360 (tàu ngầm Đức)
U-360 là một tàu ngầm tấn công  Lớp Type VII thuộc phân lớp Type VIIC được Hải quân Đức Quốc Xã chế tạo trong Chiến tranh Thế giới thứ hai. Nhập biên chế năm 1942, nó đã thực hiện được năm chuyến tuần tra, gây hư hại cho một tàu buôn với tải trọng 7.153 GRT cùng một tàu chiến tải trọng 1.540 tấn. Trong chuyến tuần tra cuối cùng, U-360 bị tàu khu trục Anh HMS Keppel thả mìn sâu đánh chìm trong biển Na Uy vào ngày 2 tháng 4, 1944.

## Thiết kế và chế tạo

### Thiết kế

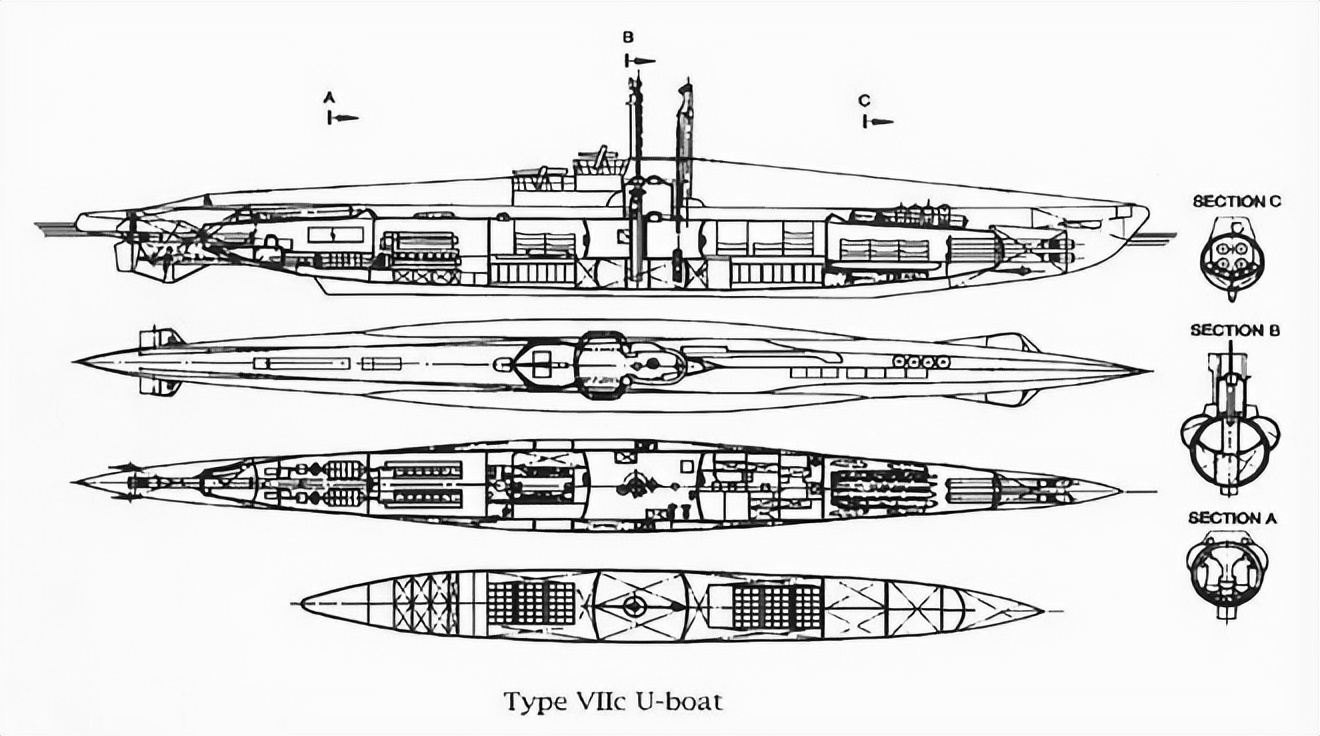
Sơ đồ các mặt cắt một tàu ngầm Type VIIC

Phân lớp VIIC của Tàu ngầm Type VII là một phiên bản VIIB được kéo dài thêm. Chúng có trọng lượng choán nước 769 t (757 tấn Anh) khi nổi và 871 t (857 tấn Anh) khi lặn). Con tàu có chiều dài chung 67,10 m (220 ft 2 in), lớp vỏ trong chịu áp lực dài 50,50 m (165 ft 8 in), mạn tàu rộng 6,20 m (20 ft 4 in), chiều cao 9,60 m (31 ft 6 in) và mớn nước 4,74 m (15 ft 7 in).
Chúng trang bị hai động cơ diesel Germaniawerft F46 siêu tăng áp 6-xy lanh 4 thì, tổng công suất 2.800–3.200 PS (2.100–2.400 kW; 2.800–3.200 bhp), dẫn động hai trục chân vịt đường kính 1,23 m (4,0 ft), cho phép đạt tốc độ tối đa 17,7 kn (32,8 km/h), và tầm hoạt động tối đa 8.500 nmi (15.700 km) khi đi tốc độ đường trường 10 kn (19 km/h). Khi đi ngầm dưới nước, chúng sử dụng hai động cơ/máy phát điện AEG GU 460/8-276 tổng công suất 750 PS (550 kW; 740 shp). Tốc độ tối đa khi lặn là 7,6 kn (14,1 km/h), và tầm hoạt động 80 nmi (150 km) ở tốc độ 4 kn (7,4 km/h). Con tàu có khả năng lặn sâu đến 230 m (750 ft).
Vũ khí trang bị có năm ống phóng ngư lôi 53,3 cm (21 in), bao gồm bốn ống trước mũi và một ống phía đuôi, và mang theo tổng cộng 14 quả ngư lôi, hoặc tối đa 22 quả thủy lôi TMA, hoặc 33 quả TMB. Tàu ngầm Type VIIC bố trí một hải pháo 8,8 cm SK C/35 cùng một pháo phòng không 2 cm (0,79 in) trên boong tàu. Thủy thủ đoàn bao gồm 4 sĩ quan và 40-56 thủy thủ.

### Chế tạo
U-360 được đặt hàng vào ngày 6 tháng 8, 1940, và được đặt lườn tại xưởng tàu của hãng Flensburger Schiffbau-Gesellschaft ở Flensburg vào ngày 9 tháng 8, 1941. Nó được hạ thủy vào ngày 28 tháng 7, 1942, và nhập biên chế cùng Hải quân Đức Quốc Xã vào ngày 12 tháng 11, 1942 dưới quyền chỉ huy của Hạm trưởng, Trung úy Hải quân Hans-Jügen Bühring.

## Lịch sử hoạt động

### 1943
Sau khi hoàn tất việc huấn luyện và chạy thử máy trong thành phần Chi hạm đội U-boat 5, U-360 được điều sang Chi hạm đội U-boat 13 để hoạt động trên tuyến đầu từ ngày 1 tháng 7, 1943.

#### Chuyến tuần tra thứ nhất
Sau khi chuyển căn cứ hoạt động từ Kiel, Đức sang cảng Bergen, và sau đó đến cảng Narvik cùng thuộc Na Uy vào đầu tháng 8, 1943, U-360 xuất phát từ đây vào ngày 16 tháng 8 cho chuyến tuần tra đầu tiên trong chiến tranh. Nó hoạt động trong biển Bắc Cực về phía Tây đảo Bear, Na Uy cho đến tận phía Tây Nam Svalbard trước khi quay trở về Hammerfest vào ngày 24 tháng 9.

#### Chuyến tuần tra thứ hai và thứ ba
Trong chuyến tuần tra thứ hai khởi đầu từ Hammerfest vào ngày 6 tháng 10, U-360 quay trở lại hoạt động trong vùng biển Bắc Cực về phía Nam Svalbard. Nó kết thúc chuyến tuần tra tại Narvik vào ngày 19 tháng 11.
Chuyến tuần tra ngắn tiếp theo của U-360 diễn ra từ ngày 23 đến ngày 30 tháng 11, cùng xuất phát và kết thúc tại Narvik, chiếc tàu ngầm hoạt động chung quanh đảo Bear. Trong cả hai chuyến đi này, nó không đánh chìm được mục tiêu nào.

### 1944

#### Chuyến tuần tra thứ tư
U-360 xuất phát từ Narvik vào ngày 27 tháng 12, 1943 cho chuyến tuần tra thứ tư, và hoạt động trong vùng biển Bắc Cực và biển Barents. Vào ngày 25 tháng 1, 1944, nó đã tấn công Đoàn tàu JW 56A ở vị trí về phía Đông Nam đảo Bear, phóng ngư lôi gây hư hại cho chiếc tàu khu trục HMS Obdurate (1.540 tấn) của Hải quân Hoàng gia Anh; Obdurate bị hư hại một trục chân vịt, nhưng về đến cảng với chân vịt còn lại. Sang ngày hôm sau, chiếc tàu ngầm tiếp tục tấn công và gây hư hại cho chiếc tàu buôn Anh Fort Bellingham 7.153 GRT, mà sau đó đã bị tàu ngầm U-957 đánh chìm. U-360 kết thúc chuyến tuần tra và quay trở về cảng Hammerfest, Na Uy vào ngày 28 tháng 1, 1944. Sau đó nó di chuyển từ Hammerfest đến Trondheim vào cuối tháng 1, 1944.

#### Chuyến tuần tra thứ năm - Bị mất
U-360 khởi hành từ cảng Trondheim vào ngày 29 tháng 3 cho chuyến tuần tra thứ năm, cũng là chuyến cuối cùng, để tiếp tục hoạt động tại vùng biển Bắc Cực. Ở vị trí về phía Tây Nam đảo Bear vào ngày 2 tháng 4, nó bị tàu khu trục HMS Keppel của Hải quân Hoàng gia Anh thả mìn sâu đánh chìm tại tọa độ 72°28′B 13°04′Đ / 72,467°B 13,067°Đ. Toàn bộ 51 thành viên thủy thủ đoàn của U-360 đều đã tử trận.

### "Bầy sói" tham gia
U-360 từng tham gia năm bầy sói:
- Monsun (8 – 21 tháng 10, 1943)
- Eisenbart (22 tháng 10, – 17 tháng 11, 1943)
- Eisenbart (25 – 28 tháng 11, 1943)
- Isegrim (1 – 27 tháng 1, 1944)
- Blitz (30 tháng 3, – 2 tháng 4, 1944)

### Tóm tắt chiến công
U-360 đã gây hư hại cho một tàu buôn với tải trọng 7.153 GRT cùng một tàu chiến tải trọng 1.540 tấn:
| Ngày             | Tên tàu         | Quốc tịch              | Tải trọng | Số phận   |
| ---------------- | --------------- | ---------------------- | --------- | --------- |
| 25 tháng 1, 1944 | HMS Obdurate    | Hải quân Hoàng gia Anh | 1.540     | Bị hư hại |
| 26 tháng 1, 1944 | Fort Bellingham | United Kingdom         | 7.153     | Bị hư hại |